# Praça da Liberdade (Belo Horizonte)

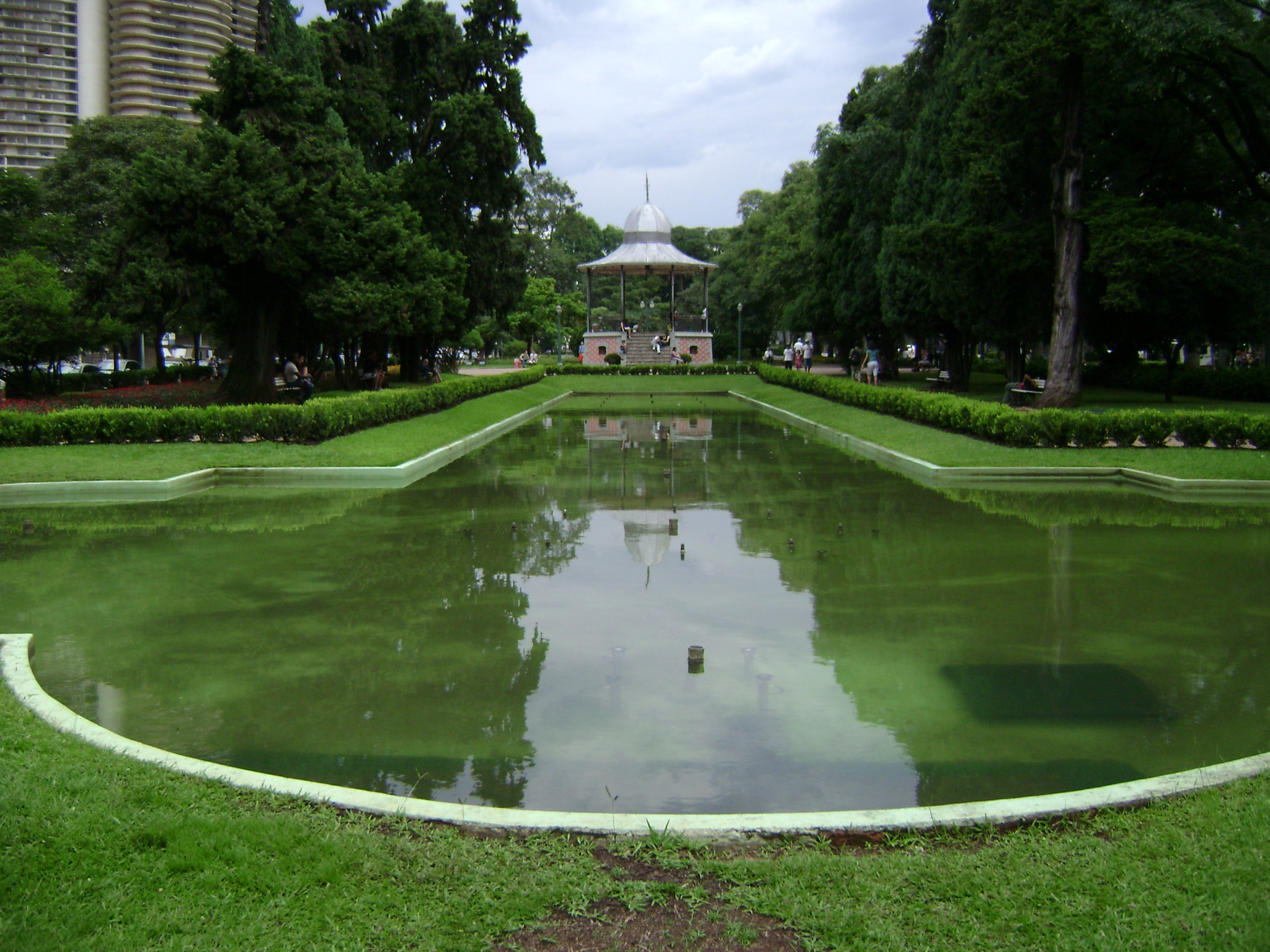
Praça da Liberdade.

El paisaje y el complejo arquitectónico de la Praça da Liberdade (Plaza de la Libertad) es una síntesis de los estilos que marcan la historia de Belo Horizonte, y se encuentra en la región de Savassi, en la reunión de cuatro grandes avenidas:
- Bias Fortes
- Brasil
- Cristovão Colombo
- João Pinheiro

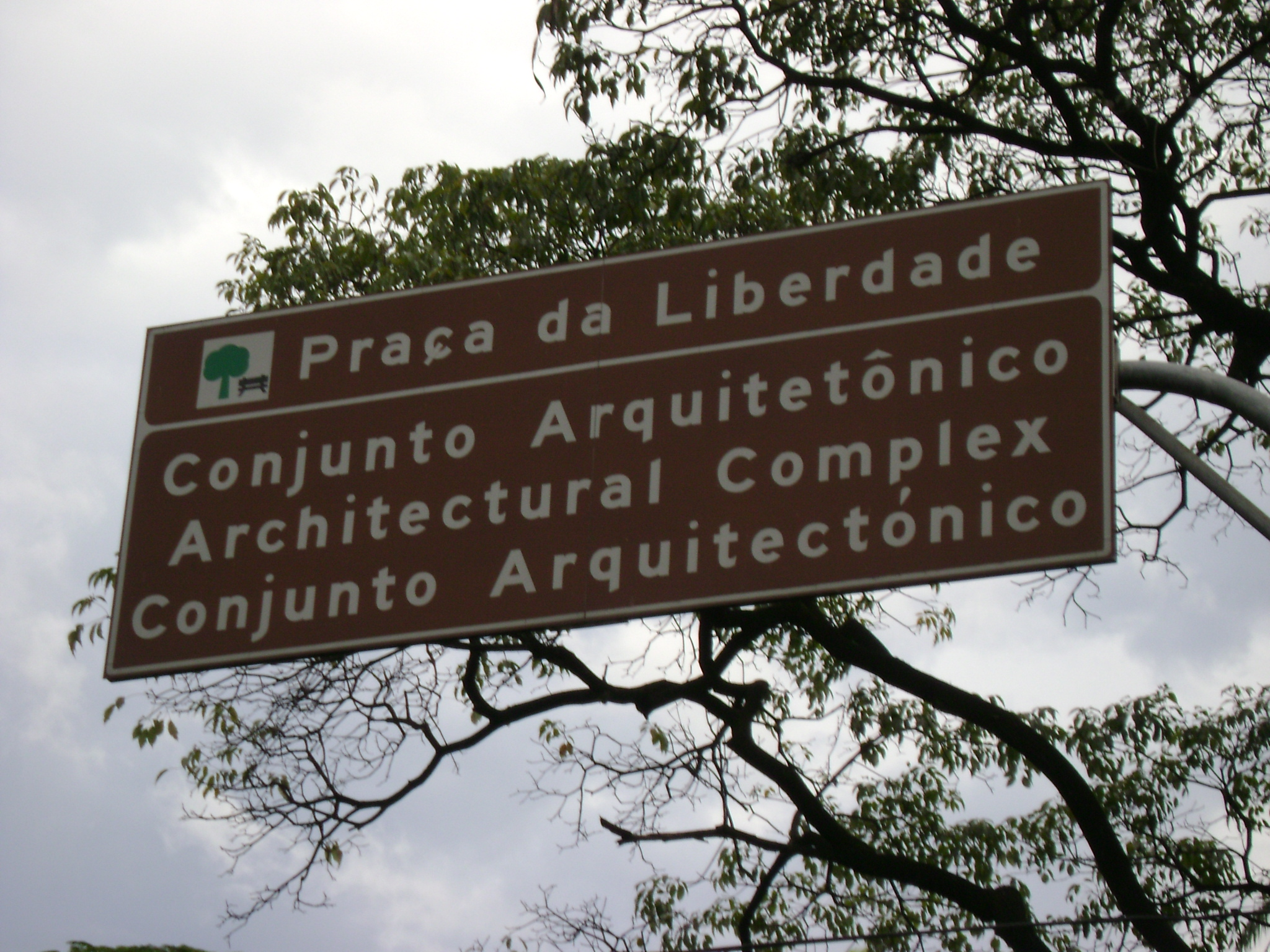
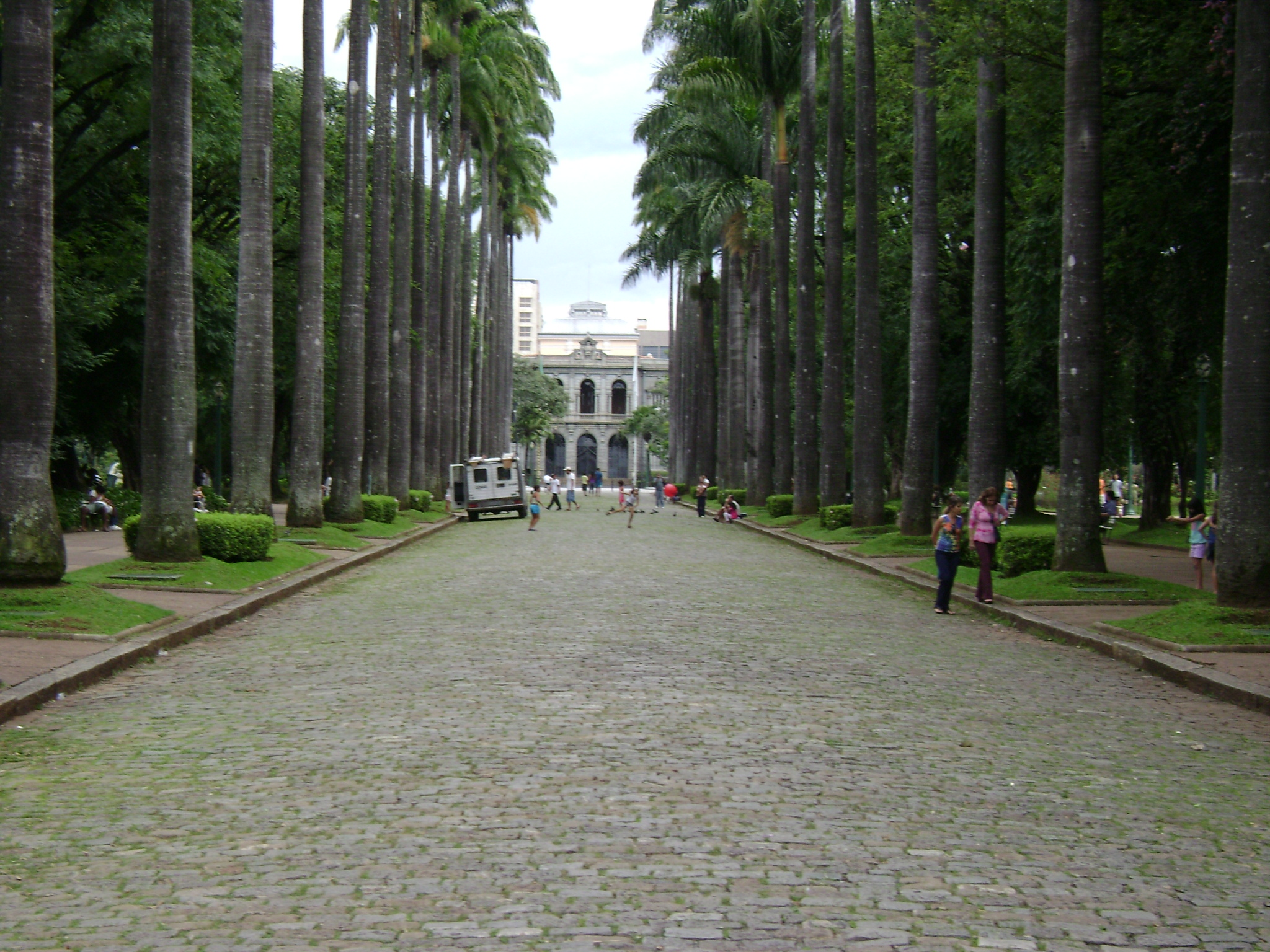
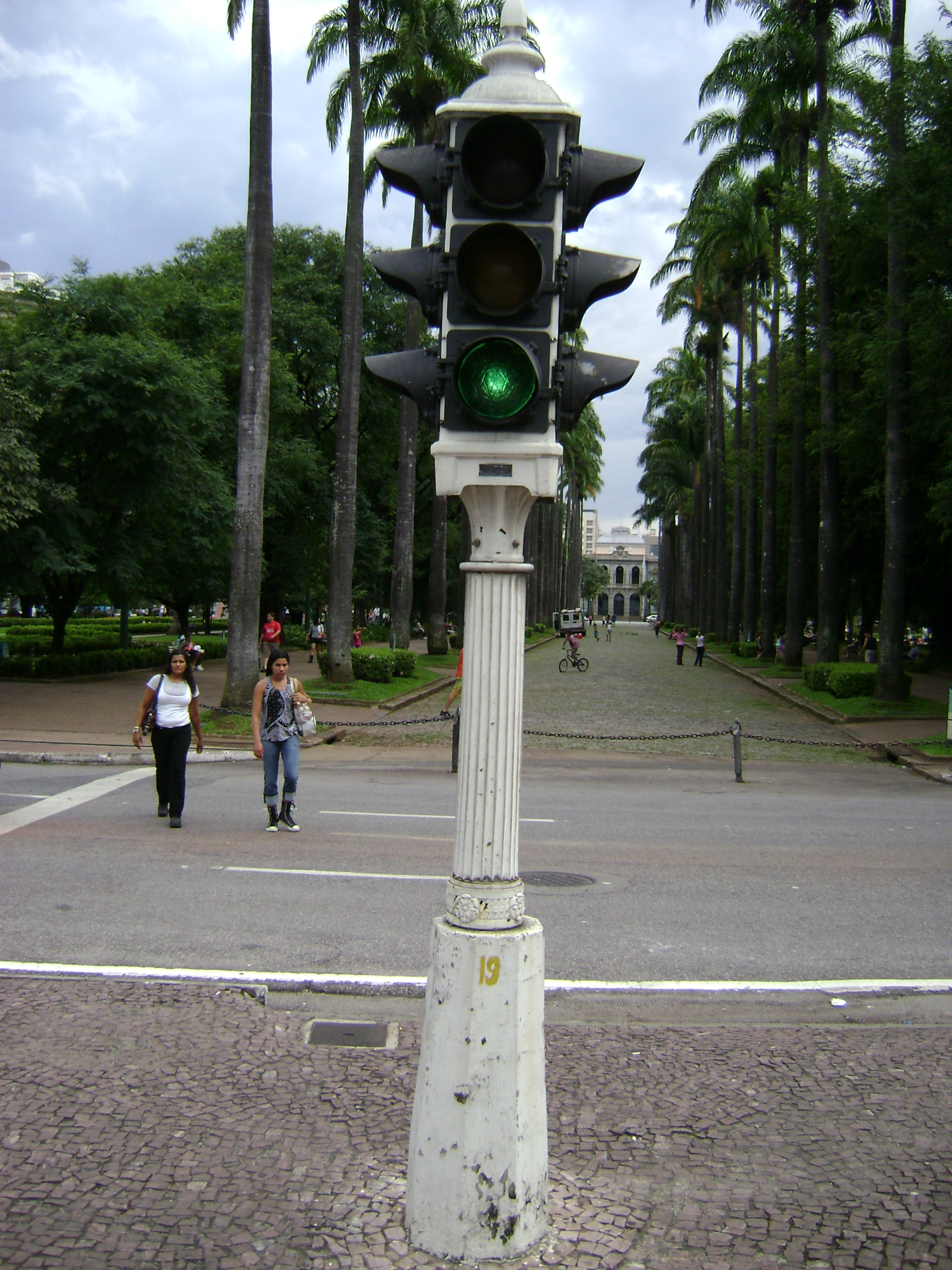
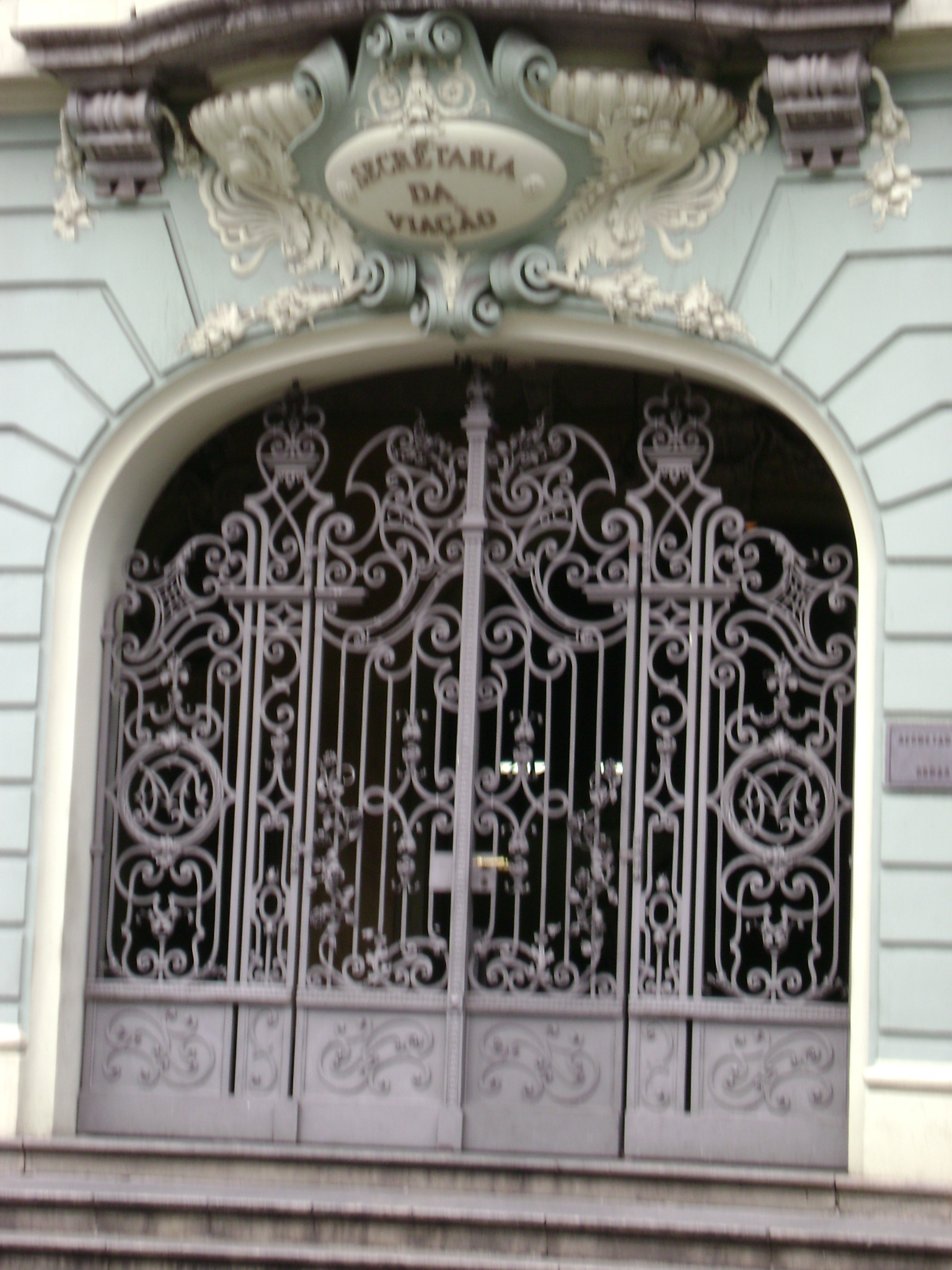
Secretaria da Viação
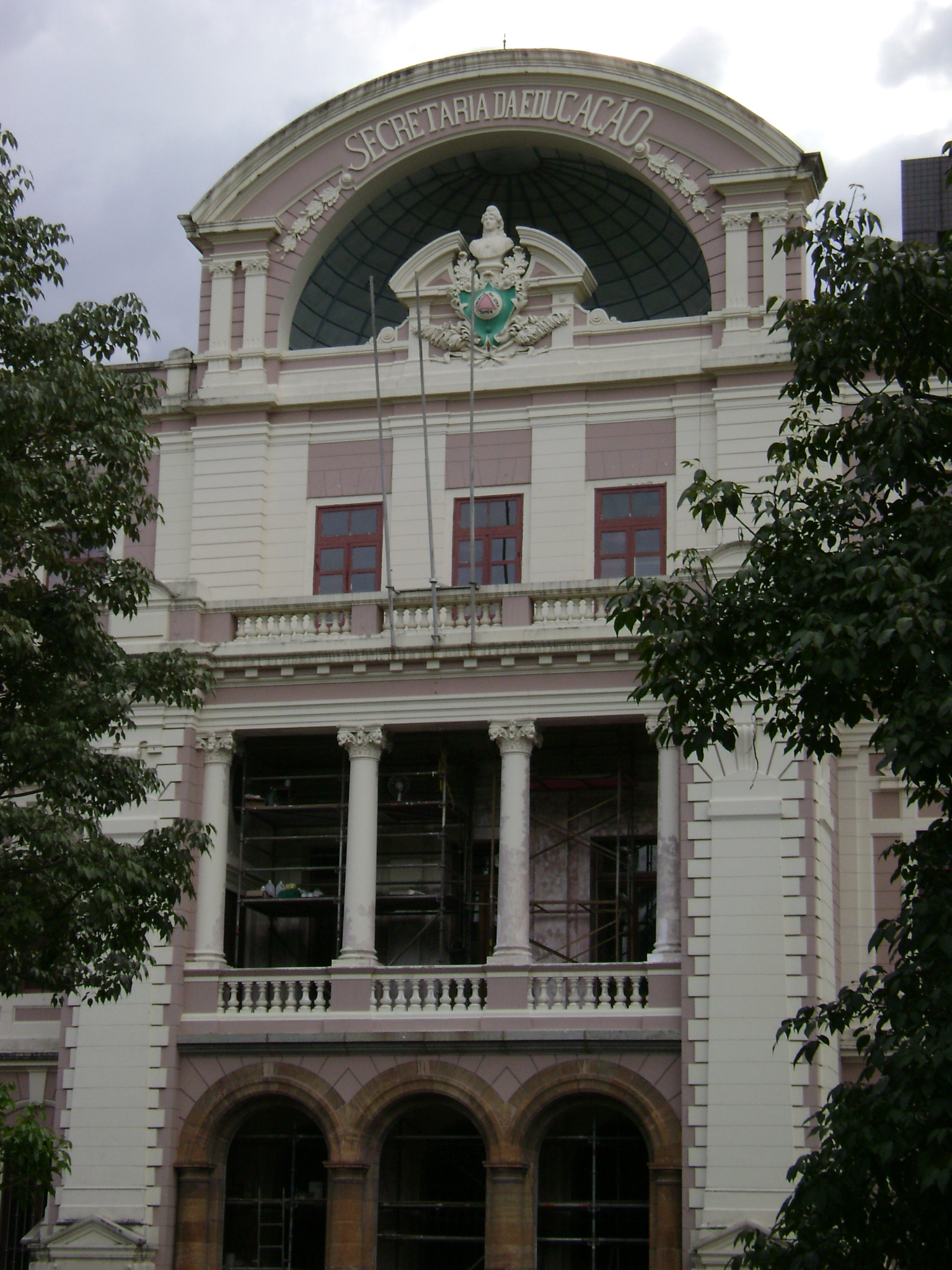
Secretaria da Educação
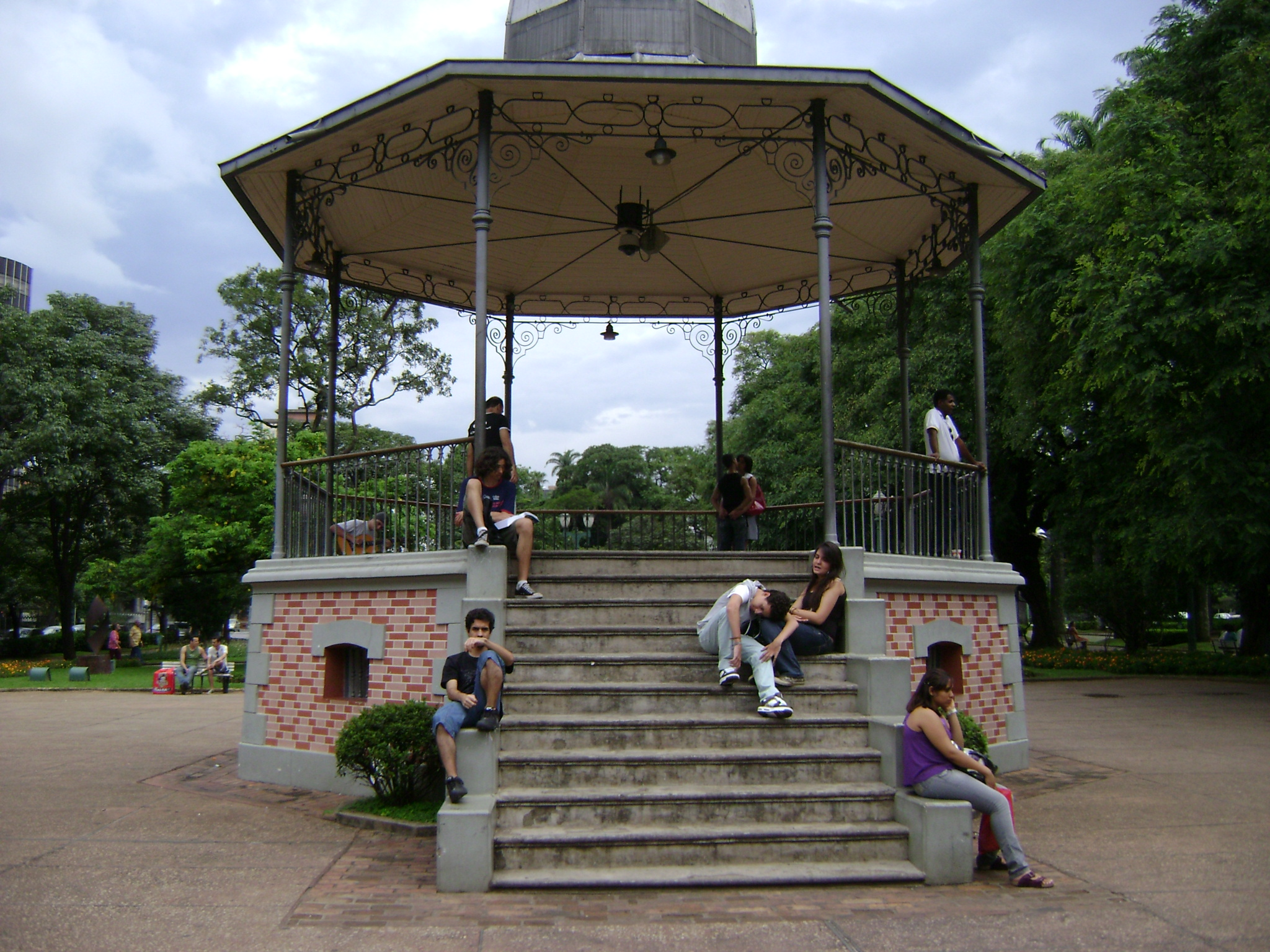
Tenda
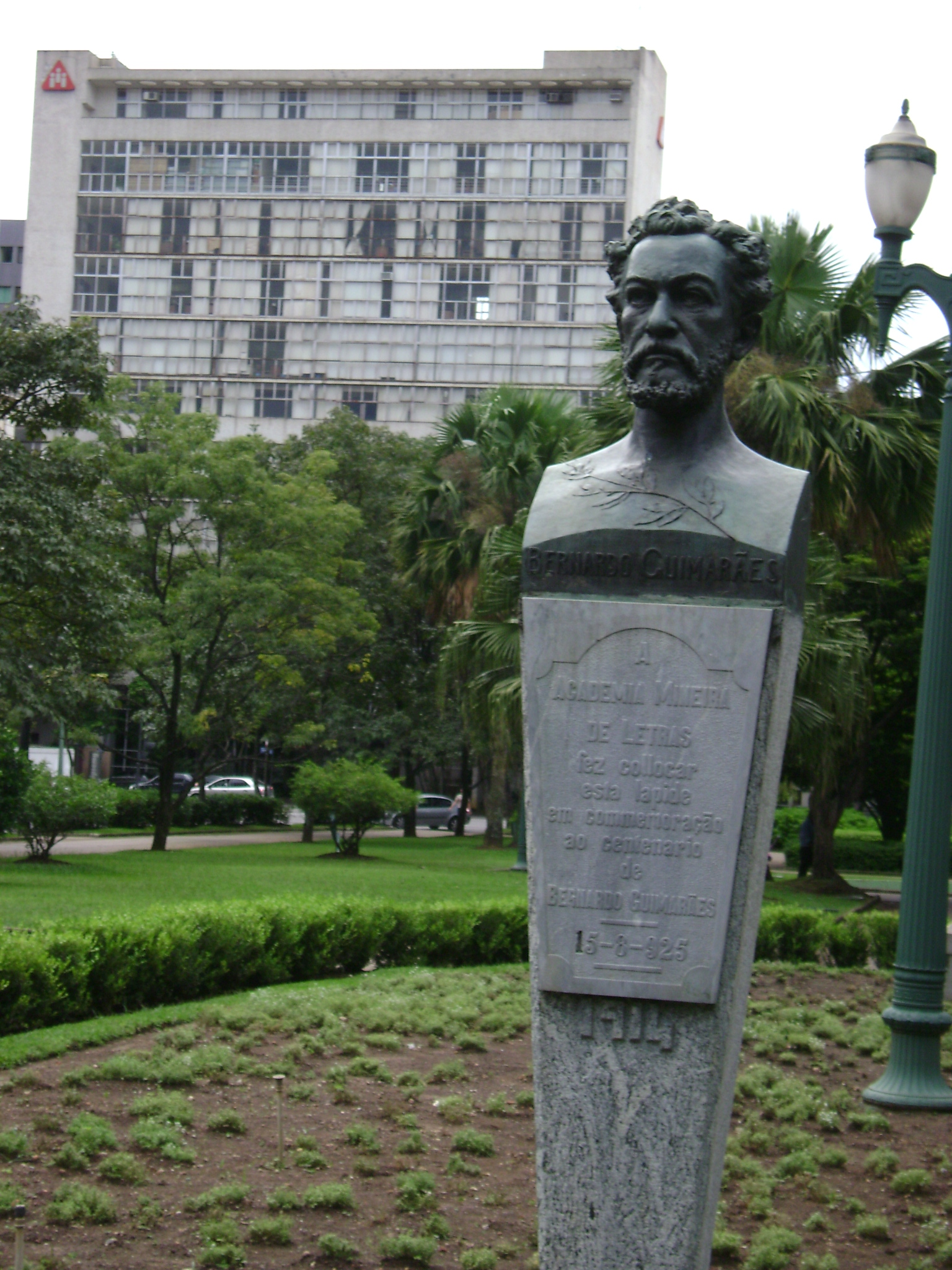
Bernardo Guimarães.
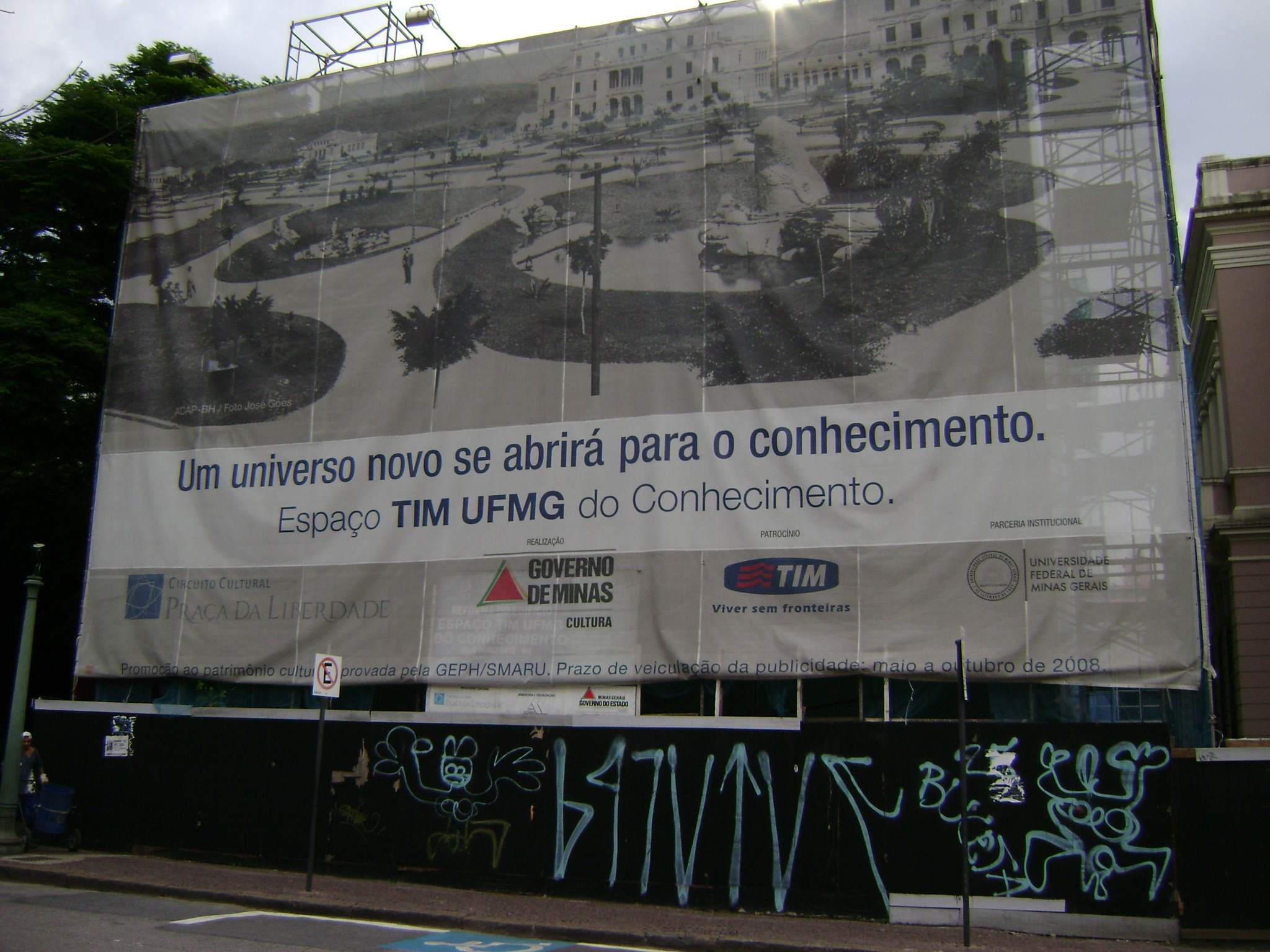
Espaço Tim UFMG do Conhecimento.
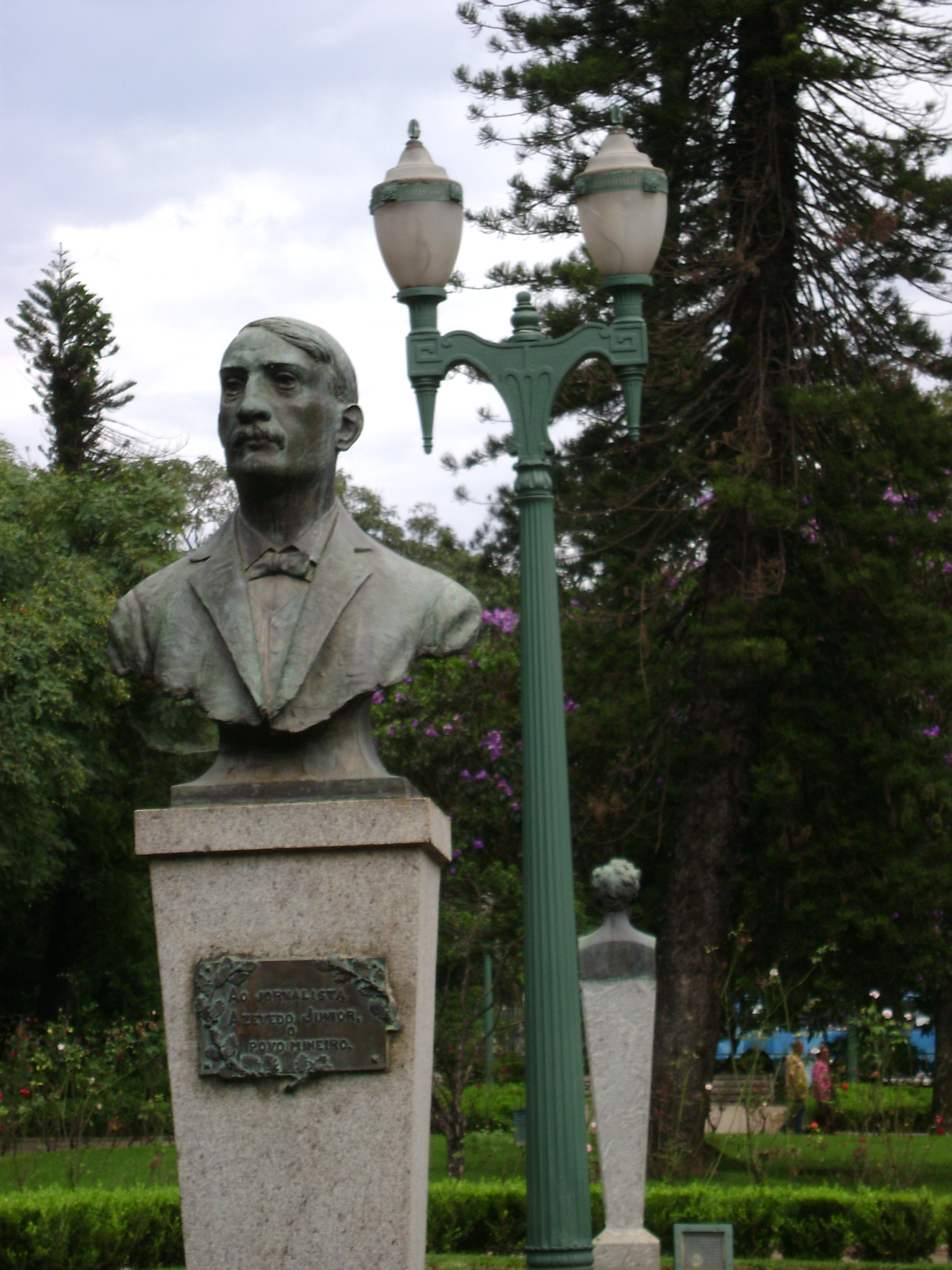
Azevedo Junior.
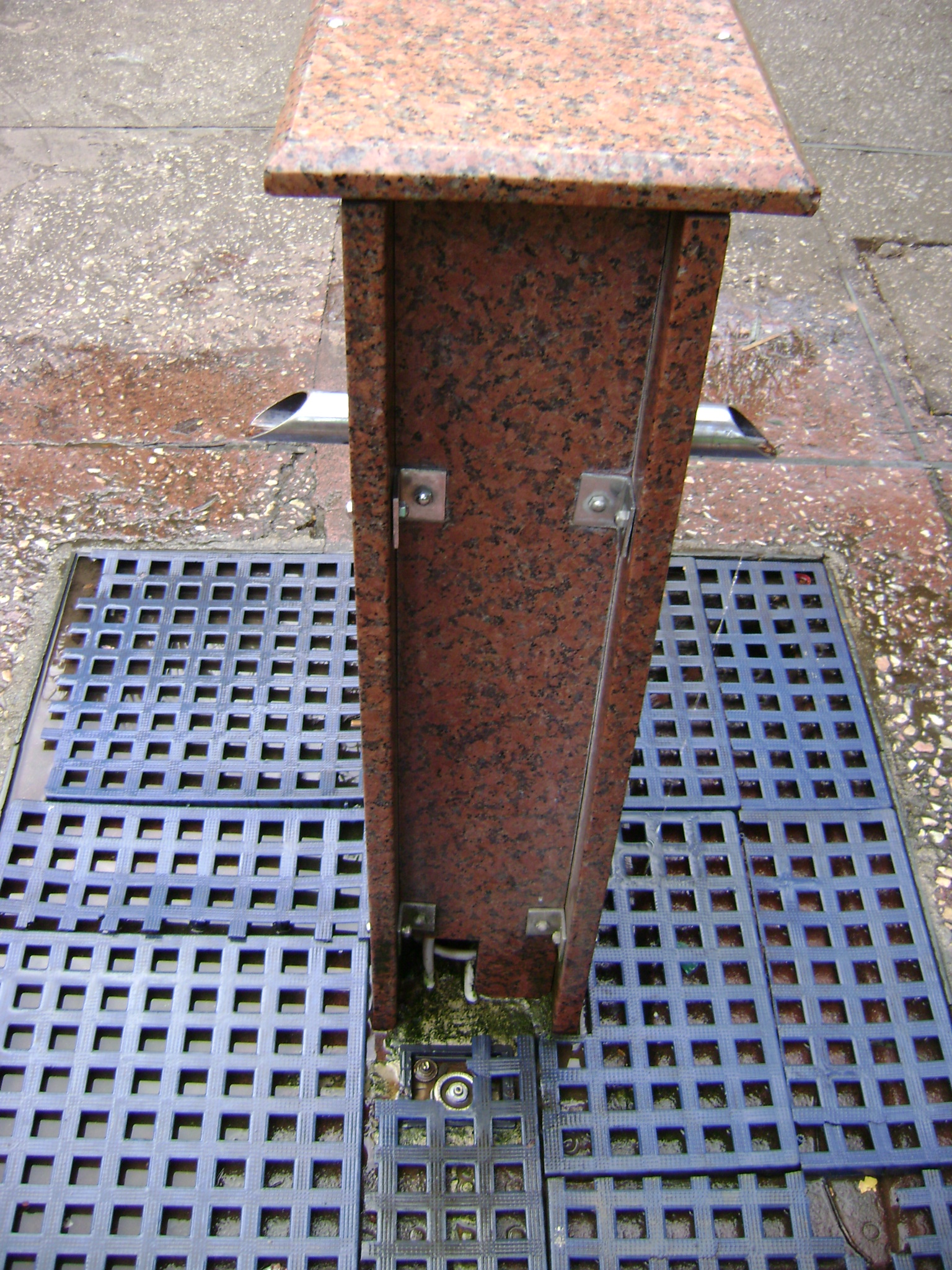
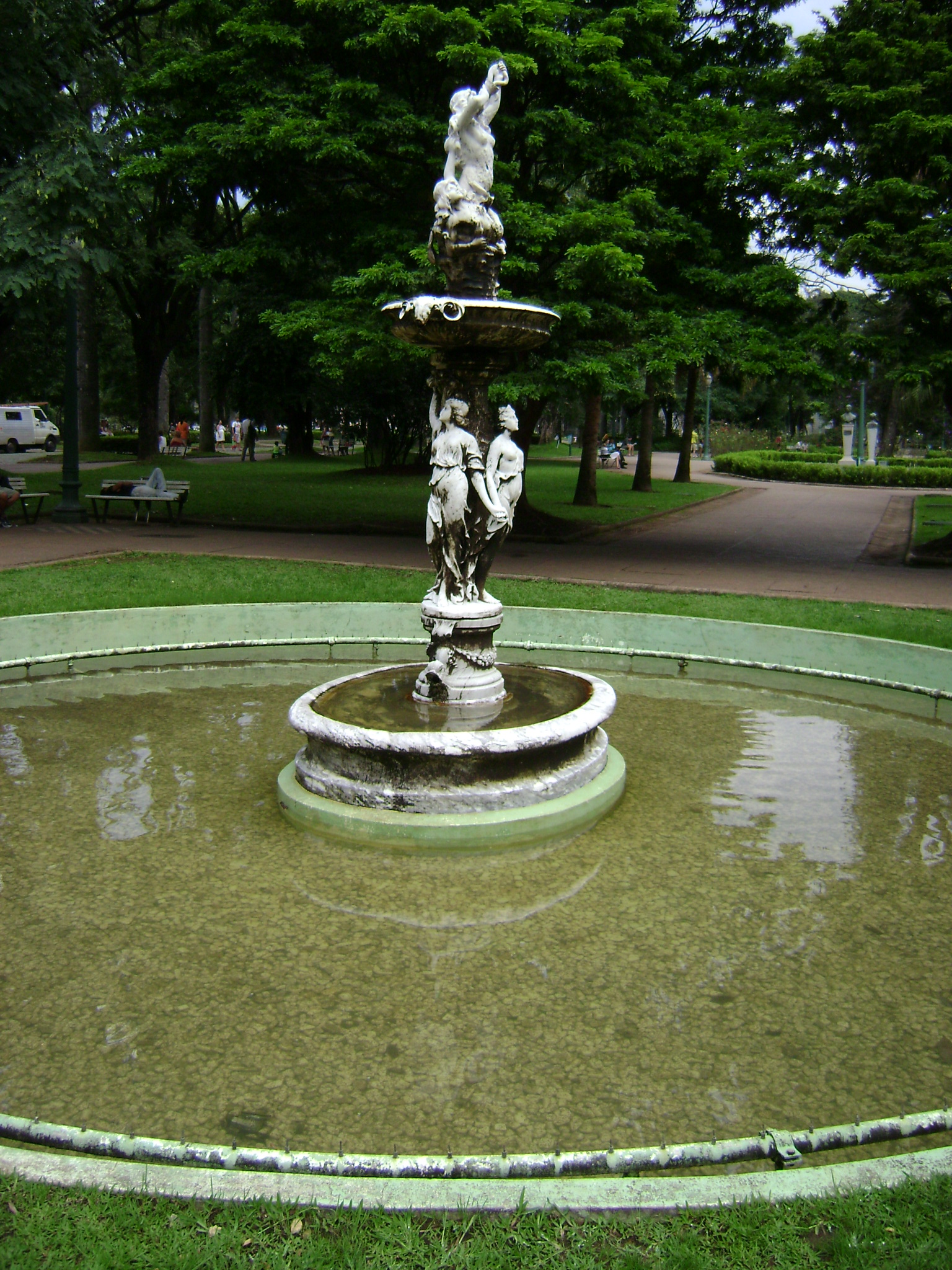

- Datos: Q2349318
- Multimedia: Praça da Liberdade (Belo Horizonte) / Q2349318